# Blue Luminous
Die Blue Luminous (japanisch ブルールミナス) ist ein 2020 in Dienst gestelltes Fährschiff der japanischen Reederei Tsugaru Kaikyo Ferry. Sie steht auf der Strecke von Hakodate nach Aomori im Einsatz.

## Geschichte
Die Blue Luminous wurde am 1. Mai 2019 als letztes Schiff einer aus vier Einheiten bestehenden Baureihe in der Werft von Naikai Zosen Setoda Works in Onomichi auf Kiel gelegt und lief am 9. Januar 2020 vom Stapel. Nach der Ablieferung an Tsugaru Kaikyo Ferry am 1. Juni 2020 nahm sie am 9. Juni den Fährdienst von Hakodate nach Aomori auf. Sie ergänzte dort ihre älteren Schwesterschiffe Blue Mermaid (2014), Blue Dolphin (2016) und Blue Happiness. Neben diesen vier Einheiten betreibt Tsugaru Kaikyo Ferry noch die weit kleinere Daikan Maru für den Fährdienst nach Aomori.
Die Blue Luminous kann bis zu 583 Passagiere, 71 LKW und 230 PKW befördern. Die Passagiere an Bord der Fähre reisen in verschiedenen Kategorien von Unterkünften, die von Standard-Schlafsälen im japanischen Stil über eigene Privatkabinen in verschiedenen Größen bis hin zu Suiten reichen. Passagiere ohne eigene Kabine oder einen Platz in den Schlafsälen können sich in einem Aufenthaltsraum mit 42 Liegesitzen ausruhen. Die Blue Luminous verfügt wie ihre Schwesterschiffe über barrierefreie Toiletten und Kabinen sowie eigene Kabinen zur Mitnahme von Haustieren. Eine einzelne Überfahrt der Blue Luminous dauert ungefähr drei Stunden und vierzig Minuten.